# Reichenbach (Gemeinde Rappottenstein)
Reichenbach ist eine Ortschaft und eine Katastralgemeinde der Gemeinde Rappottenstein im Bezirk Zwettl in Niederösterreich.

## Geschichte
Der Ort wurde 1335 zum ersten Mal schriftlich als Reychenpach erwähnt.
Im Jahr 1822 wurde der Ort als Dorf mit sieben Häusern genannt, das nach Rappottenstein eingepfarrt war, wohin auch die Kinder eingeschult wurden. Die Herrschaft Rappottenstein besaß die Ortsobrigkeit, übte die Landgerichtsbarkeit aus, besorgte die Konskription und hatte gemeinsam mit der Herrschaft Rosenau die Grundherrschaft inne.
Mit der Aufhebung der Grundherrschaften wurde der Ort 1849 eine Katastralgemeinde der Gemeinde Rappottenstein.
Laut Adressbuch von Österreich waren im Jahr 1938 in Reichenbach einige Landwirte mit Direktvertrieb ansässig.

## Siedlungsentwicklung
Zum Jahreswechsel 1979/1980 befanden sich in der Katastralgemeinde Reichenbach insgesamt 12 Bauflächen mit 6.151 m² und 3 Gärten auf 486 m², 1989/1990 gab es 14 Bauflächen. 1999/2000 war die Zahl der Bauflächen auf 23 angewachsen und 2009/2010 bestanden 15 Gebäude auf 22 Bauflächen.

## Bodennutzung
Die Katastralgemeinde ist landwirtschaftlich geprägt. 69 Hektar wurden zum Jahreswechsel 1979/1980 landwirtschaftlich genutzt und 88 Hektar waren forstwirtschaftlich geführte Waldflächen. 1999/2000 wurde auf 62 Hektar Landwirtschaft betrieben und 95 Hektar waren als forstwirtschaftlich genutzte Flächen ausgewiesen. Ende 2018 waren 55 Hektar als landwirtschaftliche Flächen genutzt und Forstwirtschaft wurde auf 96 Hektar betrieben. Die durchschnittliche Bodenklimazahl von Reichenbach beträgt 14 (Stand 2010).